# Sant Pere de Casserres (les Masies de Roda)
|  | No s'ha de confondre amb Sant Pere de Casserres (Casserres). |

Sant Pere de Casserres és un antic monestir benedictí situat al terme municipal de les Masies de Roda, a la part interior d'un meandre engorjat i molt pronunciat del riu Ter, actualment mig envoltat pel pantà de Sau.

## Origen

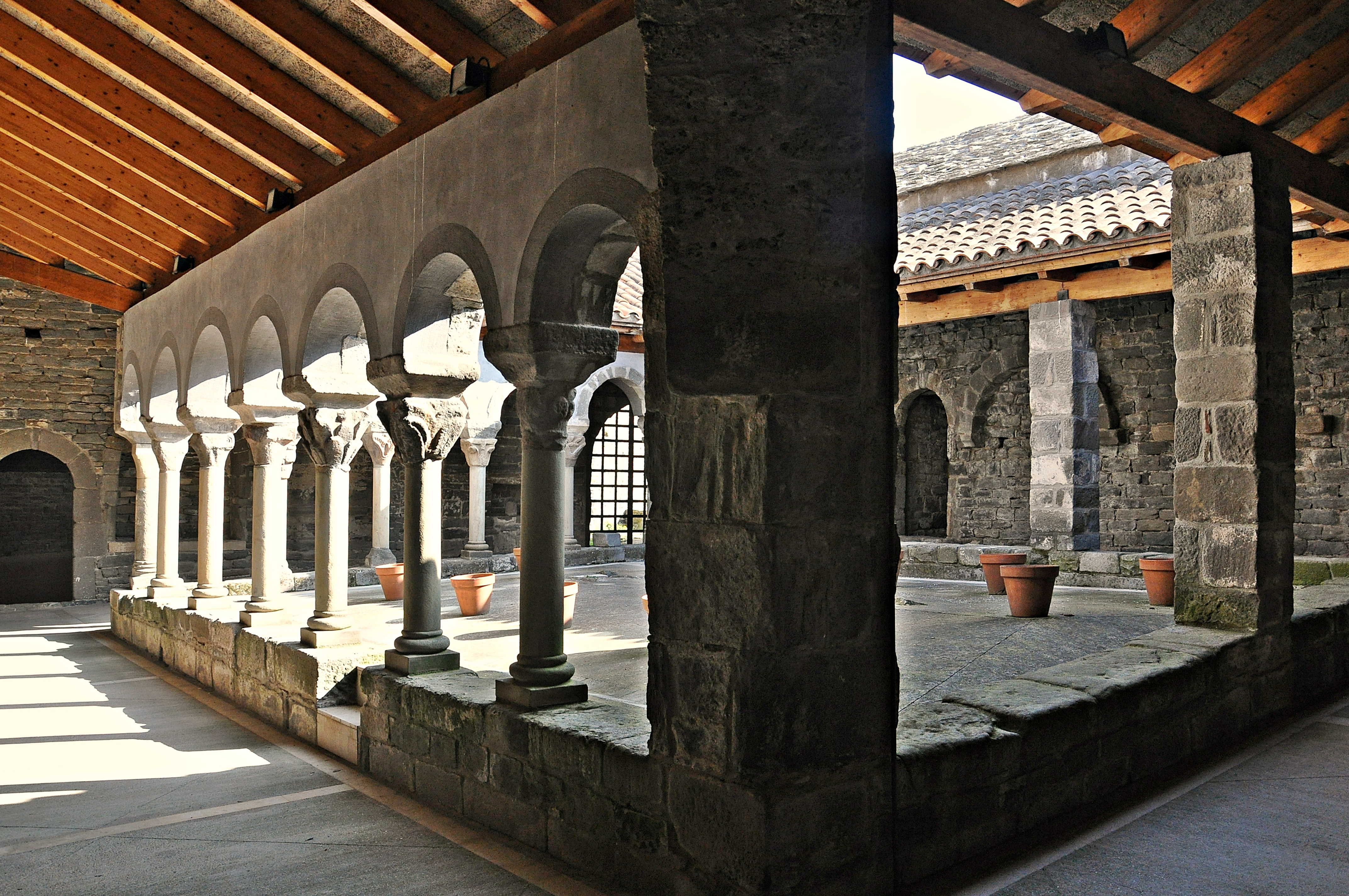
El claustre

El monestir de Sant Pere de Casserres, l'únic de l'orde benedictí a Osona, va ser erigit sota el patronatge de la família vescomtal osonenca. La promotora fou la vescomtessa Ermetruit, qui va rebre el domini alodial de Casserres del comte Ramon Borrell de Barcelona, amb la intenció de construir-hi un monestir dedicat a Sant Pere.
La vescomtessa Ermetruit en feu iniciar les obres el 1006 i, sota la vescomtessa Eugòncia i el seu fill Bermon I, s'hi aplegà la comunitat l'any 1012 amb l'abat Acfred i s'inicià la gran basílica actual, consagrada l'any 1050, amb l'abat Bofill al capdavant del monestir.
Amb anterioritat a la construcció del monestir, hi havia en aquest indret un castell termenat documentat a l'Arxiu Capitular de Vic des del 898, amb una capella dedicada a sant Pere, que els vescomtes decidiren convertir en monestir.
Els fundadors, vescomtes d'Osona i Cardona, i altres famílies nobles de la comarca com els Tavertet, els Cabrera, els Savassona o els Sau, s'interessaren pel monestir fins avançat el segle xii, l'afavorien amb importants donacions i s'hi feien enterrar, però després ja gairebé no se'n recordaren. Entre els enterraments destacables es troben: la vescomtessa Eugòncia, continuadora de l'obra d'Ermetruit el 1039 i la vescomtessa Almodis de Barcelona, germana del comte Ramon Berenguer III el 1131. Fa l'efecte que aquest monestir, fundat pràcticament per dues vescomtesses, fou sempre el lloc preferit de les dones del llinatge dels Osona-Cardona, al qual feien llegats més importants que a la mateixa canònica de Cardona.

## Llegenda El Cos Sant i el naixement de Sant Pere de Casserres
Una antiga llegenda relaciona un fet miraculós amb la ubicació i fundació del monestir. Al si d'una família molt rica i poderosa de Catalunya, vescomtes d'Osona i Cardona, va néixer un infant que al cap de tres dies ja parlava com una persona gran. Aquest nen (tot i que hi ha gent que afirma que era una nena) va dir als seus pares que es moriria aviat i que un cop mort l'havien de carregar a sobre una burra cega. Els va dir que no havien de menar la burra, que ella sola, sense que ningú la guiés i no li digués res, ja començaria a caminar i, allà on s'aturés, havien de construir un monestir què havia de ser en honor de Sant Pere. I així ho varen fer. Un cop mort l'infant, el varen carregar a sobre la burra junt amb dues ampolles de llet a les alforges. La burra cega començà a caminar i a caminar sense que ningú li digués res; la gent l'anava seguint com una processó. Pujà i baixà muntanyes i cingleres, travessà torrents i rierols, passà per camps i planes. Segurament que encara ara es podrien veure les petjades que deixà marcades a les roques a mitja cinglera de Casserres. Després d'un llarg viatge, s'aturà a la punta de la península que es formà quan el riu Ter gira cap a Sau, i la burra es morí. Allí varen erigir el monestir de Sant Pere i col·locaren el Cos Sant del nen en un lloc principal del temple, dins d'una arqueta darrere l'altar. Al mateix temps s'hi varen establir uns frares que tingueren cura del monestir i del cos del Sant Nin, que s'ha conservat incorrupte fins a l'actualitat.
Fa gairebé trenta anys que el Cos Sant va desaparèixer del lloc on havia estat sempre; algú el va agafar. Quan ja tothom es pensava que no tornaria a aparèixer mai més, una nit de fa pocs anys, un capellà va trucar al Pla de Roda informant-los que tenia el Cos Sant. Sembla que el que l'havia robat el va tornar fruit d'un secret de confessió, poc abans de la seva mort. L'estat actual de conservació de l'infant momificat és força precari com a conseqüència dels condicionaments climàtics a què fou exposat arran del robatori.

## Vida religiosa
A partir del 1012 començà a haver-hi vida comunitària, si bé fins al 1050 l'església monàstica no fou consagrada. Després dels primers abats, Casserres baixà aviat a la condició de priorat (1060), segurament per no poder mantenir els dotze monjos necessaris per a continuar essent abadia. Aquest monestir va perdre la independència quan, el 1079, va ser unit al gran monestir de Cluny pels vescomtes d'Osona i Cardona, Ramon Folc I de Cardona i el seu germà Folc II de Cardona, per tal d'assegurar-hi la vida monàstica regular. Aleshores Sant Pere de Casserres es convertí en un priorat dependent d'aquest monestir i va esdevenir el centre administratiu de les possessions de Cluny a Catalunya (1080), les quals estaven formades pels petits priorats de Sant Ponç de Corbera i Sant Pere de Clarà, entre d'altres.
Més endavant, al segle xiii, la comunitat augmentà amb alguns preveres que volien viure sota la regla, i alguns donats, de vegades matrimonis, però mai no va passar de dotze o tretze persones. Cal destacar a finals del segle xiv, la investidura, com a prior comendatari, de Pero de Luna, futur Benet XIII d'Avinyó el 1376.
Els bisbes de Vic, que en alguns moments intervingueren activament en la vida del monestir, foren de bon principi protectors decidits de Casserres. Però la pesta negra i els despoblaments dels segles xiv i xv redueix l'entrada de diners dels censos o rendes del monestir, marcant una forta davallada per al cenobi. L'endeutament era gran i l'estat material del monestir també era força lamentable. A finals del segle xv només hi havia dos monjos a Casserres.
L'any 1572 Ferran d'Aragó i de Borja, arquebisbe de Saragossa i prior comanditari de Casserres renuncia al priorat i a Casserres; amb l'aprovació de Felip II, aquest priorat i tots els seus béns es van unir al Col·legi de Betlem, dels jesuïtes de Barcelona, del qual fou una simple possessió o granja. Però aquest domini es va acabar amb l'expulsió dels Jesuïtes decretada pel rei Carles III el 1767.
El 1774 el monestir és venut a Pau Pla i Llafrenca, del mas Pla de Roda, per 6.407 lliures, 5 sous i 10 diners.
A partir d'aquest punt s'acaba l'activitat religiosa a Casserres, tot i que el bisbe de Vic urgeix el 1780 la celebració de missa cada diumenge. Finalment el 1860, es deixa de celebrar missa i l'església es converteix en era i el monestir en habitatge dels masovers. El 1895, el bisbe Josep Morgades visita Casserres, fa netejar l'església i en reclama, sense èxit, la propietat.
Posteriorment va passar a mans de la família Arisa-Pallàs de Les Masies de Roda, que el va mantenir com a masoveria.

## Arquitectura
El conjunt és d'estil romànic, tot i que ha anat tenint alguns canvis evolutius, especialment després dels terratrèmols del segle xv i amb l'abandonament de la vida religiosa i posterior ús per a feines del camp.
L'església, singularment més ampla que llarga, té tres naus separades per dos pilars en forma de creu. La nau central és la més alta. Les tres naus acaben en absis semicirculars que tenen tots els elements decoratius de l'època: Finestres cegues, frisos amb dents de serra. Per dins estaven decorats per pintures murals al fresc, algunes de les quals encara es conserven. El campanar és de torre molt baixa, ja que sol té dos pisos i segurament es va construir quan el conjunt estava acabat.
Al costat de l'absis, a la zona exterior, es conserven unes tombes antropomòrfiques.
El claustre es va construir la segona meitat del segle xi i es conserven pocs elements; el pòdium, un pilar d'angle, dues columnes i alguns capitells que van ser trobats en algunes excavacions posteriors. Amb les restes s'ha pogut reconstruir i se sap que tenia uns porxos i una sola filera de columnes.
Fora del conjunt monàstic es troba un edifici de planta rectangular que era l'hospital.

## Restauracions i evolució
Al segle xv pateix els efectes del terratrèmol de 1427 i cau la volta de la nau de tramuntana.
El 1464, Casserres es fortifica a causa de les guerres remences. El 1511 el prior comandatari Guillem Caçador mana fer algunes obres de consolidació i restauració al monestir i al claustre.
El 3 de juny de 1931, el monestir de Casserres és declarat Monument Històric Artístic amb categoria de Monument Nacional, i el 1934 es crea un Patronat de Sant Pere de Casserres, a instàncies de Ramon de Vilanova, comte de Vilanova, i de l'arquitecte Josep M. Pericàs, per vetllar i cuitar la conservació i la restauració del monestir. El bisbe de Vic n'és declarat president d'Honor.
Entre 1952-1962, l'arquitecte Camil Pallàs, de la família propietària, emprèn les primeres i més importants obres de consolidació: refà la volta de la nau de tramuntana de l'església, de la cuina i el refectori, del pis superior de l'hospici i de les cambres priorals.
L'any 1991 el va adquirir el Consell Comarcal d'Osona amb la finalitat de portar a terme, juntament amb la Generalitat de Catalunya, la restauració del conjunt del monestir durant els anys 1994 a 1998 a càrrec de l'arquitecte Joan-Albert Adell i Gisbert.
Actualment el monestir alberga una exposició de caràcter permanent on s'interpreta la vida dels monjos a Casserres mitjançant l'ordenació museogràfica que ens permet conèixer com es vivia en un monestir en el segle xi.

## El monestir a l'Album Pintoresch
Entre 1878 i 1879 es publica, en entregues mensuals, l'Album Pintoresch-Monumental de Catalunya: aplech de vistas dels més notables monuments i paisatjes d'aquesta terra acompanyadas de descripcions y noticias históricas y de guias pera que sían fácilment visitats, una edició luxosa promoguda per l'Associació Catalanista d'Excursions Científiques. Es tracta d'un volum de gran format il·lustrat amb heliogravats de notable qualitat acompanyats de sengles textos explicatius, escrits per diferents experts en el monument o l'indret descrit. L'Album Pintoresch-Monumental de Catalunya presenta algunes construccions romàniques,
comença amb un Prólech signat per Manel Milá y Fontanals i es divideix en vint-i-quatre monografies on catorze experts en els respectius àmbits tracten els llocs. A Sant Pere de Casserres se n'hi dediquen dues.

### Joaquim Guasch i Ribera
L'arqueòleg i escriptor Joaquim Guasch i Ribera s'encarrega del capítol "XIV. Plana de Vich. Monastir de Sant Pere de Casserres", una de les dues monografies dedicades al monestir cluniacenc, «monument bizantí dels mes antichs de la plana de Vich». Dona detalls d'estudis precedents:
| « | L'erudit anticuari Dr. D. Jaume Ripoll, publicà en 1824 varios documents pera demostrar antiguitat y vicissituts d'aqueix monument. En nostres días l'il-lustrat historiador En Pau Parassols y Pi, Pbre., en son compendiós y docte opúscul sobre Sant Pere de Casserras, diu: que lo probable es, que la fundació del monastir data dels principis del segle xi. | » |

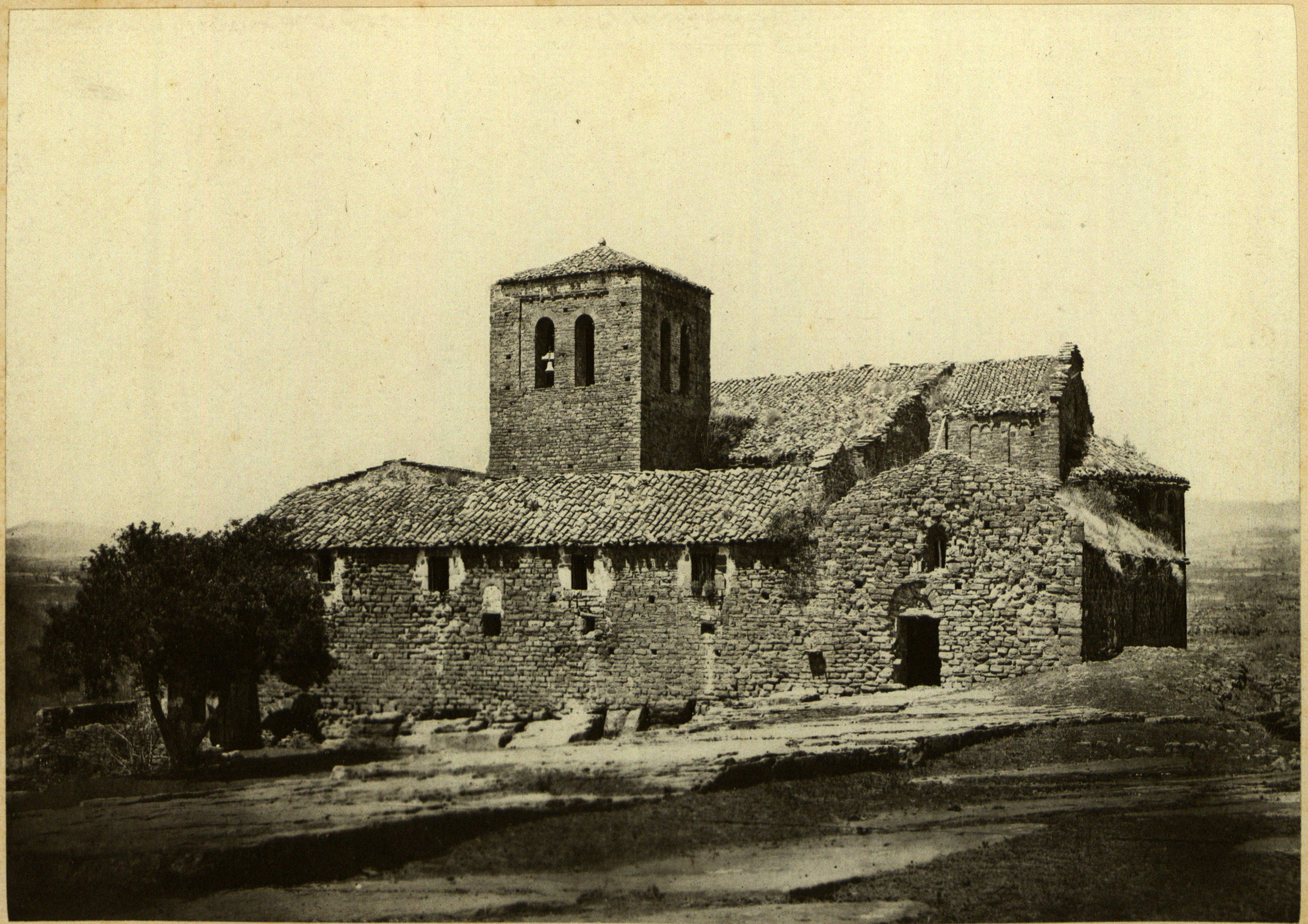
Estampa 9. Monestir de Sant Pere de Casserres.

Relata les característiques de l'edificació i de l'antiga església enrunada al sud del monestir i els seus sepulcres, de la història i vicissituds del lloc:
| « | L'edifici está complertament ruinós y los claustres enterament soterrats. S'hi notan encara sepulcres de forma esbelta y graciosa y s'hi veuhen espargits capitells bizantins, dignes de figurar en lo museu del arqueólech, causant admiració sobre tot, lo grandiós y atrevit arch de pedra, qu' arrancant de mitj precipici sobre la roca, donava pas á l'entrada principal del santuari. | » |

I ofereix recomanacions i reflexions al «viatjer»:
| « | Viatjer: si no has estat may á Sant Pere de Casserras, pots ab la lámina que't presentem, contemplar un dels mes notables monuments de l'art religiós de la terra catalana; mes si en alas del entussiasme per las cosas que parlan al cor, anares á meditar prop d'aquells murs venerables, no podrás menys d'entristirte al pensar que l'incuria dels homens y lo trevall del temps, acabarán ab aqueixa joya que'ns deixaren las generacions passadas […] En compendi: arqueólech y naturalista, no deixau de visitar aqueix monument y aqueixa encontrada, que per quant son mes desconeguts, mes viu será lo plaher que n'experimentareu. | » |

### Cèsar August Torras i Ferreri
Cessar August Torras signa la monografia "XVI. Plana de Vich. Paisatje de Sant Pere de Casserras". Hi fa una descripció geogràfica, botànica, geològica, històrica, "espiritual" i de les tombes antropomorfes del paratge, i hi inclou el cenobi que s'hi ubica. Dona una impressió del marc geogràfic:
| « | Formala [el collet de Casserres] una llarga y estreta llenca d'inmens y gegantesch rocam de mes de mitj' hora d'extensió […] s'escorra ab lleugeresa lo riu Ter arrastrat per una corrent impetuosa, gemegant tristament y donant sobtadas voltas com si busqués espahordit lo medi mes prompte de sortirse d' aquell feréstech lloch […] aixis es que tot atrau allí al romanticisme mes exagerat ó á un místich deliri. | » |

Recorda els antics habitants:
| « | Davant d' aquell magnificent quietisme de la naturalesa, d' aquella inmensa y magestuosa soletat qu' exten sa imponenta y melancólica grandesa […] se compren en tota veritat al auster anacoreta, qu' abrumat tal volta per terribles desenganys de la vida, enlairant l'esperit á las regions eternas y transportat mes prop de l'infinit per la sublim resignació cristiana, busca en la solitaria concentració un dols lenitiu ó un complert oblit, ó al sabi monjo qu' entregat en lo reculliment y 'l sossego á la meditació y al estudi, escorcollant los desconeguts misteris de las ciencias, arriba fins á las mes apartadas fitas de la sabiduría […] Aquells antichs habitadors de nostras terras […] farían d' ella son lloch sagrat y afavorit, com ho testimoniavan […] los dos dólmens existents en son cim […] Un fort castell construït en la punta de la serra per los romans […] li dona lo primitiu nom: castrum serras. | » |

Destaca el monestir:
| « | Realsan lo fantástich aspecte de l'aspre y solitaria serra, las ennegridas y rónegas parets de l'antich y ruinós monastir, solitaria y digna estada en altres temps de monjos cluniacenses situat en lo cim y que avansant ardit, resta com sospés sobre l'abisme. Resaltan en éll la gravetat artística y mística senzillesa de las ratllas arquitectónicas de l'enrunada església del segle xi; la severa y magestuosa portada, aparedada per dissort; lo típich campanar, torre quadrada románica; y l'atrevit y macis arch de pedra —qu 'era d'entrada del monastir— obert en la roca, damunt meteix de la pahorosa gola del fondo precipici. | » |

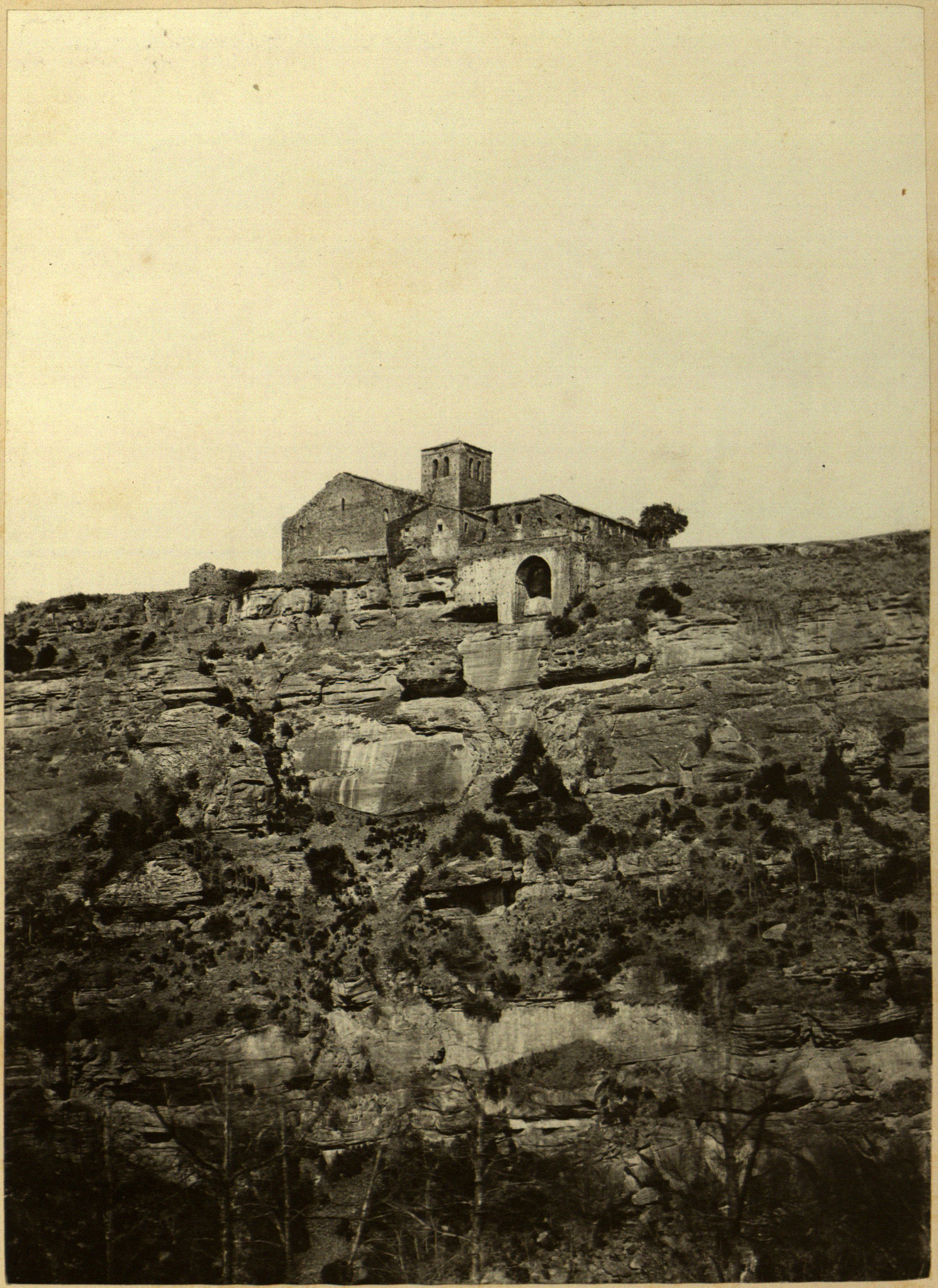
Estampa 11. Sant Pere de Casserres.

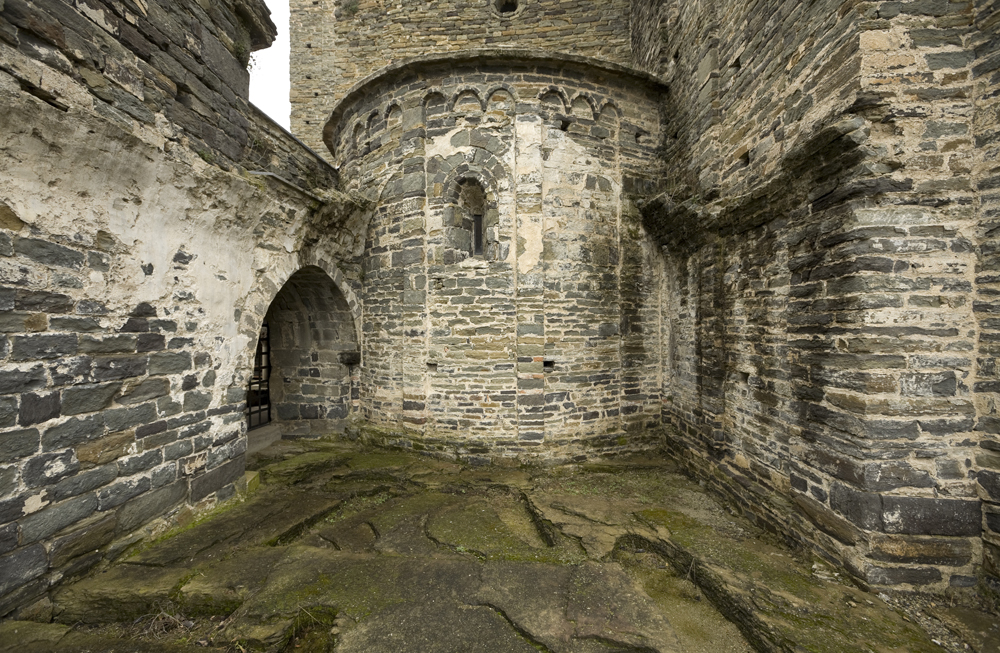
Tombes antropomorfes arran d'absis llombard. Sant Pere de Casserres (Osona).

Detalla els sepulcres antropomorfs, també dites tombes olerdolanes, dels segles IX-XI, típiques d'època alt-medieval, presents:
| « | á la part meridional del monastir y á poca distancia d' éll, s' hi troban antiguas y notables sepulturas. Están entretalladas en la roca viva, marcant la configuració del cos y del cap humá […] tindran 2 metres de llargària per O'50 m. en la major amplaria del cos, y O'25 en la del cap y altre tant de fondària. Lo galzer que las envolta dona á compendre que anirían tapadas per alguna llosa […] han sigut fins ara y continúan essent consideradas per molts —entr' ells lo expressat Mossen Parassols— com á celtas ó fenicias, mentres altres conjecturan, apoyantse en distints datos, que pertanyen als primitius cristians. | » |

I conclou:
| « | mereix ésser visitat, tant per l'excursionista curiós y entussiasta per las cosas de la terra, que busca tant sols esplayarse y embadalirse […] com del ardit viatjer […] portat en alas de la investigació y del estudi […] Aneuhi, y ben segur que no vos doldrà lo viatje. | » |